# Sainte-Euphémie

Sainte-Euphémie este o comună în departamentul Ain din estul Franței.